# Bonisiolo
Bonisiolo is een plaats (frazione) in de Italiaanse gemeente Mogliano Veneto.